# Boi Neon
Boi Neon és una pel·lícula dramàtica brasilera de 2015 dirigida per Gabriel Mascaro. La pel·lícula es va estrenar a la 72a Mostra Internacional de Cinema de Venècia i va guanyar el Premi Especial del Jurat Horizons (Orizzonti). També es va mostrar a la secció Plataforma del Festival Internacional de Cinema de Toronto de 2015, on va rebre una menció honorífica del jurat. En el 31è Festival Internacional de Cinema de Varsòvia va rebre el premi principal de la Competició Internacional de Varsòvia.

## Trama
L'Iremar (Juliano Cazarré) és un muntador de toros, que treballa per a un grup itinerant que transporta toros de rodeo en rodeo, que somia amb ser sastre i confeccionar roba de moda per a dones. Troba una sortida per a la seva creativitat fent màscares de cavall personalitzades i vestits provocatius per a Galega (Maeve Jinkings), la conductora del grup que també fa balls sexualment atractius per a grups d'homes després de cada rodeo. Els acompanyen la filla de Galega, Cacá (Alyne Santana); i Zé (Carlos Pessoa), un pallasso de rodeo que és el blanc de les bromes dels altres. La pel·lícula tracta principalment de les interaccions entre els membres d'aquest grup, intercalades amb els intents d'Iremar de dissenyar roba, i escenes de rodeo. Després que l'intent d'Iremar i Zé de robar un valuós semen de cavall d'una subhasta de sementals fracassi, a Zé se li ofereix un nou treball com a domador de cavalls; és reemplaçat al grup per Junior (Vinícius de Oliveira), un home jove, atractiu i vanitós, però amable, que es fa amic de Cacá i es relaciona sexualment amb Galega. Durant un rodeo, l'Iremar coneix la Geise, una dona embarassada que ven colònia i perfums d'una gran fàbrica on també treballa com a guàrdia de seguretat nocturna. Després del rodeo, Geise porta una ampolla de colònia a l'Iremar com a regal. Més tard, a la nit, visita a la fàbrica, on queda impressionada per la maquinària de confecció industrial. Ella el sedueix i mantenen relacions sexuals.

## Repartiment
- Juliano Cazarré - Iremar
- Maeve Jinkings - Galega
- Vinícius de Oliveira - Júnior
- Alyne Santana - Cacá
- Josinaldo Alves - Mário
- Samya De Lavor - Geise
- Carlos Pessoa - Zé
- Abigail Pereira - Fabiana

## Producció
En l'escena on Juliano Cazarré va haver de masturbar un cavall, ell estava segur que Gabriel Mascaro havia planejat fer servir una pròtesi. En canvi, quan el director li va dir que hauria de tocar realment el penis del cavall, es va negar a continuar tret que Mascaro fes el mateix primer. Així que al final tots dos van fer l'acció.
Es discuteix la genuïnitat de l'escena en què Juliano Cazarré va haver de mantenir relacions sexuals amb Samya De Lavor, que estava realment embarassada de 8 mesos. Mascaro va demanar a Cazarré que tingués una erecció a l'inici de l'escena. Cazarré va dir que el sexe era simulat. El director Mascaro va dir que estava lluny de l'acció, per la qual cosa no ho podia veure i no va preguntar als actors com ho van interpretar, però va admetre que el resultat "és molt persuasiu" i fet en una sola presa. Més tard, parlant de la posició de la càmera, va dir que "El escena de sexe amb la dona embarassada, si estiguéssim un pas per davant, es convertiria en una pel·lícula totalment porno".

## Estrena
El llargmetratge va tenir la seva primera projecció mundial el 3 de setembre de 2015 al Festival de Venècia. La seva primera sessió brasilera va tenir lloc al Festival de Rio el 4 d'octubre, on va guanyar quatre premis. La pel·lícula va arribar al circuit comercial brasiler el gener de 2016.

## Crítica
Boi neon va obtenir l'aclamació de la crítica quan es va estrenar. L'agregador de ressenyes Rotten Tomatoes dona a la pel·lícula una puntuació d'aprovació del 88% basada en 50 crítiques, amb una puntuació mitjana de 7,1/10. El consens crític del lloc web diu: "La poesia visual hipnòtica de Boi Neon de vegades limita amb l'explotació, tot i que la seva naturalesa reflexiva suavitza la seva mirada animal." A Metacritic, la pel·lícula té una puntuació de 80 sobre 100, basada en 15 crítics, que indica "crítiques generalment favorables". Ocupa el número 60 de la classificació a la Llista "Millors pel·lícules del 2016".

## Premis
| Any  | Premi/Festival                              | Categoria                                       | Recipient       | Resultat  |
| ---- | ------------------------------------------- | ----------------------------------------------- | --------------- | --------- |
| 2015 | Mostra Internacional de Cinema de Venècia   | Horizons (Orizzonti) – Millor pel·lícula        | Gabriel Mascaro | Nominat   |
| 2015 | Mostra Internacional de Cinema de Venècia   | Horizons (Orizzonti) - Premi especial del Jurat | Gabriel Mascaro | Guanyador |
| 2015 | Festival Internacional de Cinema de Toronto | Platform – Millor pel·lícula                    | Gabriel Mascaro | Nominat   |
| 2015 | Festival Internacional de Cinema de Toronto | Platform - Menció especial                      | Gabriel Mascaro | Guanyador |
| 2015 | Festival do Rio                             | Millor pel·lícula                               | Gabriel Mascaro | Guanyador |
| 2015 | Festival do Rio                             | Millor guió                                     | Gabriel Mascaro | Guanyador |
| 2015 | Festival do Rio                             | Millor fotografia                               | Diego Garcia    | Guanyador |
| 2015 | Festival do Rio                             | Millor actriu secundària                        | Alyne Santa     | Guanyador |
| 2015 | Filmfest Hamburg                            | Premi FIPRESCI                                  | Gabriel Mascaro | Guanyador |
| 2015 | Festival de Cinema d'Adelaide Film          | Premi al llargmetratge de ficció                | Gabriel Mascaro | Guanyador |